# هوارد كلايتون نوتس
هوارد كلايتون نوتس (بالإنجليزية: Howard Knotts)‏ هو طيار بطل أمريكي، ولد في 25 أغسطس 1895 في جيرار في الولايات المتحدة، وتوفي في 23 نوفمبر 1942.